# Pic du Mascarin
Pour les articles homonymes, voir Mascarin.
Le pic du Mascarin est un volcan de France, dans l'archipel Crozet, dans le sud de l'océan Indien, point culminant de l'île de la Possession avec 934 mètres d'altitude. Il surplombe le lac Perdu et le plateau de l'Au-delà. Il porte le nom du Mascarin, navire avec lequel Marc Joseph Marion du Fresne et son second Julien Crozet découvrirent ces îles le 24 janvier 1772.

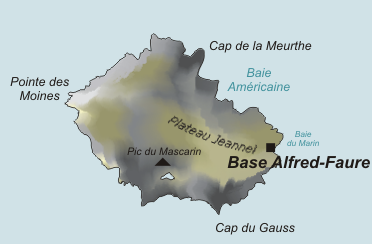
Carte de l'île de la Possession avec le pic du Mascarin dans sa partie méridionale.